# Erica Carrara
Erica Carrara (* 29. Februar 1972 in Serina) ist eine ehemalige italienische Biathletin.
Erica Carrara startete für den SC Valserina. Zum Höhepunkt ihrer Karriere wurde die Teilnahme an den Olympischen Winterspielen 1992 in Albertville, wo erstmals weibliche Biathleten antreten durften. Im ersten Rennen, dem Sprint, wurde die Italienerin 49. Im Liegendanschlag verfehlte sie eine, im Stehendschießen drei Scheiben. Auch im Einzel verfehlte sie vier Scheiben und wurde am Ende 53. Im Staffelrennen wurde sie als Startläuferin eingesetzt und erreichte mit Monika Schwingshackl und Nathalie Santer den 13. Platz.

## Weltcup-Platzierungen
Die Tabelle zeigt alle Platzierungen (je nach Austragungsjahr einschließlich Olympische Spiele und Weltmeisterschaften).
- 1.–3. Platz: Anzahl der Podiumsplatzierungen
- Top 10: Anzahl der Platzierungen unter den ersten zehn (einschließlich Podium)
- Punkteränge: Anzahl der Platzierungen innerhalb der Punkteränge (einschließlich Podium und Top 10)
- Starts: Anzahl gelaufener Rennen in der jeweiligen Disziplin

| Platzierung                                                                                                | Einzel | Sprint | Verfolgung | Massenstart | Team | Staffel | Gesamt |
| --- | ------ | ------ | ---------- | ----------- | ---- | ------- | ------ |
| 1. Platz                                                                                                   |        |        |            |             |      |         |        |
| 2. Platz                                                                                                   |        |        |            |             |      |         |        |
| 3. Platz                                                                                                   |        |        |            |             |      |         |        |
| Top 10 |        |        |            |             |      |         |        |
| Punkteränge                                                                                                |        |        |            |             |      | 1       | 1      |
| Starts | 1      | 1      |            |             |      | 1       | 3      |
| Stand: Karriereende, einschließlich Weltmeisterschaften und Olympischen Spielen, Daten wohl nicht komplett |        |        |            |             |      |         |        |